# Рыба (фараон)
Рыба — один из легендарных фараонов так называемой 00 династии Древнего Египта (конец XXXI века до н. э.).
Считается, что Рыба был правителем Нижнего Египта или части Нижнего Египта в поздний доисторический период. Он, скорее всего, никогда не существовал и является современным изобретением из-за неправильного понимания ранних иероглифических знаков. Известен только по иероглифу Рыба, т. е. по артефактам, на которых стоит его знак — иероглифический символ рыбы. Возможно, был царем доисторической династии 00 додинастического Египта. Даты и географические масштабы его правления неизвестны, равно как и его настоящее имя.
| 00 династия              |                                        |                |
| Предшественник: Раковина | фараон Египта ок. 3300 — 3200 до н. э. | Преемник: Слон |